# Печи (Горица)
Печи је насеље у Италији у округу Горица, региону Фурланија-Јулијска крајина.
Према процени из 2011. у насељу је живело 190 становника. Насеље се налази на надморској висини од 56 м.